# 金時権
金 時権（きん じけん、キム・シグォン、朝鮮語: 김시권、1884年（高宗21年 / 明治17年）5月13日　- 没年不明）は、明治から昭和にかけての朝鮮総督府官僚。日本名は菊山時権。位階は正四位、勲位は勲三等。

## 経歴
1884年に黄海道載寧郡で生まれた。1908年に官立平壌日語学校を卒業し、1909年に大韓帝国の官吏となり、財務署主事に任命された。1910年（明治43年）に韓国が併合されると朝鮮総督府に奉職し、郡書記に任命された。1917年（大正6年）に会寧郡守に昇進し、1918年（大正7年）に穏城郡守に転じた。1919年（大正8年）に三・一運動が発生した際に、運動を鎮圧したことにより日本から認められた。1922年（大正11年）に咸鏡北道商工課長に転じ、1923年（大正13年）に同道社会課長、1924年（大正14年）に同道地方課長を歴任した。その後、平安南道産業課長、咸鏡南道財務部長、咸鏡北道内務部長を歴任した。1932年（昭和7年）に慶尚北道参与官兼産業部長に任命され、慶尚北道での営農経済更生に尽力した。1936年（昭和11年）に全羅北道知事に任命され、1937年（昭和12年）に江原道知事に転じた。1939年（昭和14年）5月に知事を退官し、朝鮮マグネサイト開発株式会社常任監査に就いた。1940年（昭和15年）に国民総力朝鮮連盟理事に就任。1943年（昭和18年）1月に国民総力朝鮮連盟評議員に転じ、同年4月に京畿道始興郡東面長に就任した。
死後は親日反民族行為者に認定された。